# Tel Ibraim Auade
Tel Ibraim Auade (em árabe: ابراهيم عوض تل) é um sítio arqueológico do Antigo Egito, ocupado desde o Período Protodinástico (4000–3000 a.C.) até o Reino Médio (2055–1650 a.C.). Compreende um templo, ocupado da Época Tinita (r. 3100–2686 a.C.) até o Reino Médio e um cemitério associado, utilizado desde o Protodinástico. Foi escavado pela primeira vez na década de 1980, em três temporadas entre 1988-1990, nas quais se descobriu o templo. Foi novamente escavado em 1996, produzindo grande espólio votivo. Sua cultura material é rica e apresenta várias semelhanças estilísticas com objetos descobertos noutros sítios do Baixo Egito, sobretudo os localizados no delta do Nilo.

## Sítio
Tel Ibraim Auade foi escavado em três temporadas de 1988 a 1990; nas últimas, uma série de depósitos de cerâmica e objetos votivos foram achados sob fundações de um templo do Reino Médio (2055–1650 a.C.). Os depósitos cerâmicos quiçá datam do fim do Reino Antigo (2686–2160 a.C.) ou Primeiro Período Intermediário (2160–2055 a.C.), mas o material não cerâmico talvez é bem mais antigo. Alguns objetos de composição vidrada, marfim e pedra têm paralelos com aqueles encontrados no templo de Sátis em Elefantina, sugerindo que pertençam à Época Tinita (r. 3100–2686 a.C.). Em 1996, nova escavação foi realizada e nela se encontrou o maior depósito de material votivo do sítio, que compreendia cerca de 212 itens. Na mesma escavação, se chegou nos estratos mais profundos do templo, logo acima do lençol freático, preliminarmente datados da Época Tinita ou início do Reino Antigo. O sítio, porém, sobretudo o cemitério associado, é usado desde o Época Protodinástica (4000–3000 a.C.). Mais que isso, a estratigrafia mostra sequência ininterrupta desde o fim do Protodinástico, sem arquitetura de terracota, até a Época Tinita, com uma substancial arquitetura de terracota. De todo modo, o sítio não é registrado na documentação escrita do período, talvez indicando sua importância marginal.

## Cultura material
Durante as escavações se descobriu importante conjunto lítico e cerâmica de decoração incisa com padrões em ziguezague que se assemelha a de Tel Farca e Tel Issuíde e que, segundo Beatrix Midant-Reynes, é uma reminiscência da cerâmica impressa saariano-sudanesa. Há também vasos miniaturizados semelhantes aos de Tel Farca, Buto e Hieracômpolis, grandes quantidades de vasos hes (vasos rituais) e várias figuras votivas: homem prostrado; mulher em osso pelada de braços esticados junto ao corpo; mulher de pé com longo manto e cabelo caindo sobre os ombros que segura um jarro em suas mãos estendidas; babuíno em faiança de cócoras segurando um pote em frente a seu peito; o chamado "Ídolo Primitivo" que representa, de forma muito esquemática, um cativo com os braços dobrados nos cotovelos e preso atrás das costas; dois anões em marfim; figuras animais; barcos de papiro em pedra e faiança; etc. As características estilísticas das figuras, sobretudo as de marfim, são parecidas as de Tel Farca e é possível que o mesmo ateliê abasteceu ambos os sítios. Distintivamente se achou um órix de vidro, uma paleta de diorito, a figura de um anão em cornalina e sereques de Nacada IIIb-c (3150–3000 a.C.): alguns são anônimos e outros são dos faraós Ni-Hor, Falcão Duplo, Cá e Narmer.